# Улица Маза Нометню (Рига)
Улица Ма́за Но́метню (латыш. Mazā Nometņu iela — «Малая Лагерная») — улица в Земгальском предместье города Риги, главным образом в Агенскалнсе. Пролегает в западном и северо-западном направлении от улицы Ояра Вациеша у парка «Аркадия» до улицы Калнциема у Калнциемского моста. Пересекает железнодорожную линию Торнякалнс — Тукумс (оборудован пешеходный переход, автомобильного переезда нет). Небольшой участок улицы за железной дорогой относится к району Плескодале.

## История
Улица Маза Нометню впервые упоминается в списке городских улиц в 1861 году как Малая Лагерная улица (нем. Kleine Lagerstrasse, латыш. Mazā Lēģeru iela), поскольку пролегала недалеко от того места, где до 1885 года находились летние лагеря Рижского гарнизона. Современный вариант названия установился в 1921 году, других переименований не было.

## Транспорт
Общая длина улицы составляет 2124 метра. На всём протяжении асфальтирована; зона трамвайной линии замощена булыжником.
Движение двустороннее. От начала улицы до пересечения с улицей Лиепаяс курсируют автобусы маршрутов № 25 и 44, а от перекрёстка с улицей Бариню до улицы Маргриетас проложена линия трамвайного маршрута № 2.
В рамках строительства железнодорожной линии Rail Baltica планируется сооружение подземного пешеходного перехода шириной 5 м при пересечении улицы Маза Нометню с железной дорогой.

## Примечательные объекты
- Улица проходит мимо двух парков: в начале улицы расположен Малый парк «Аркадия», а в средней части — сад Метеора (с 2008 года называемый также «Сад Кобе» — в честь города-побратима Риги). Позади территории сада стоит старинная вилла Мюндель (дом № 43 — архитектор Эдмунд фон Тромповский, 1887).
- Дом № 71 (построен в 1936 году) — памятник архитектуры местного значения[7].
- Улица Маза Нометню проходит также мимо Агенскалнского рынка.

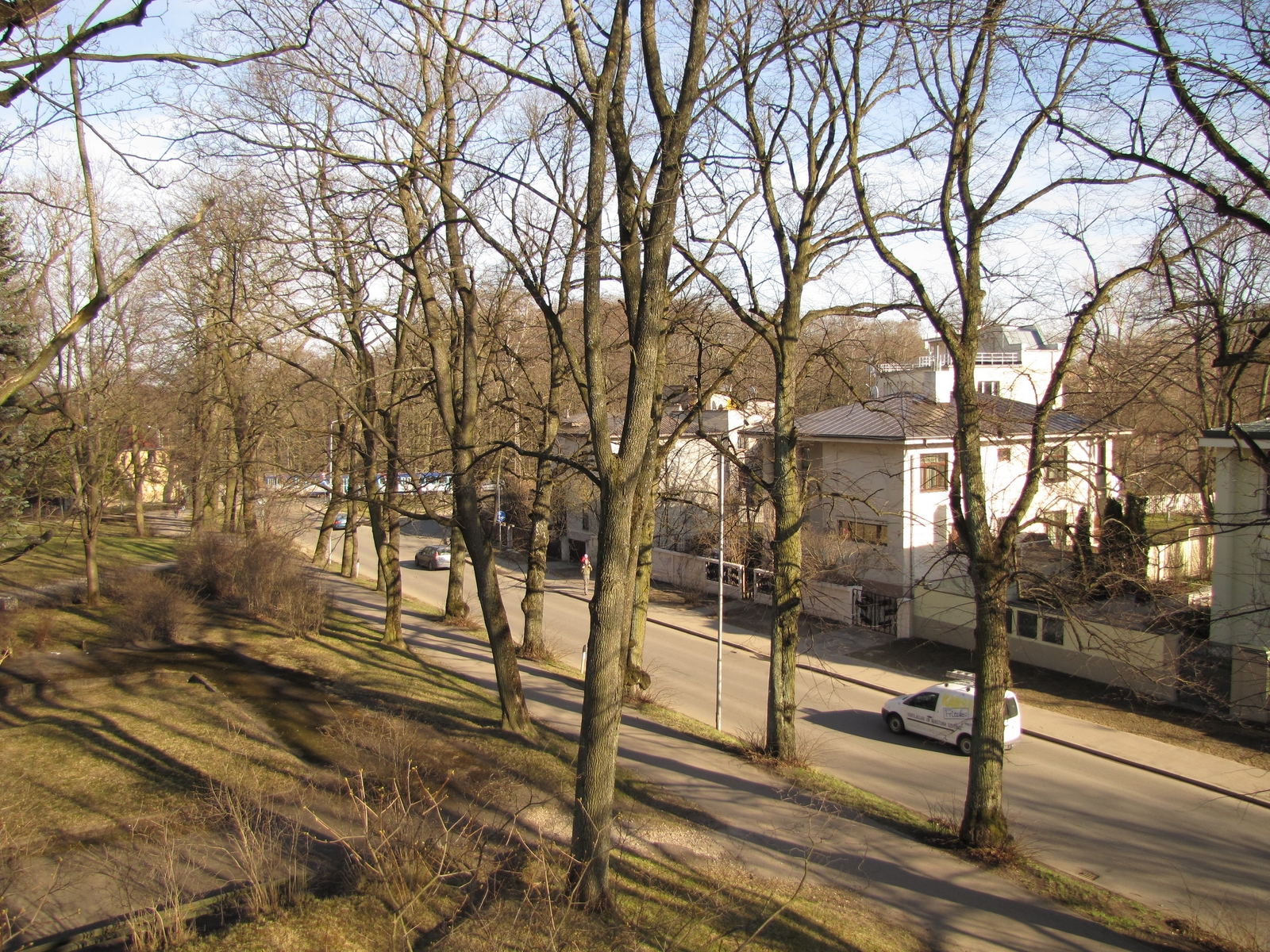
Начало улицы
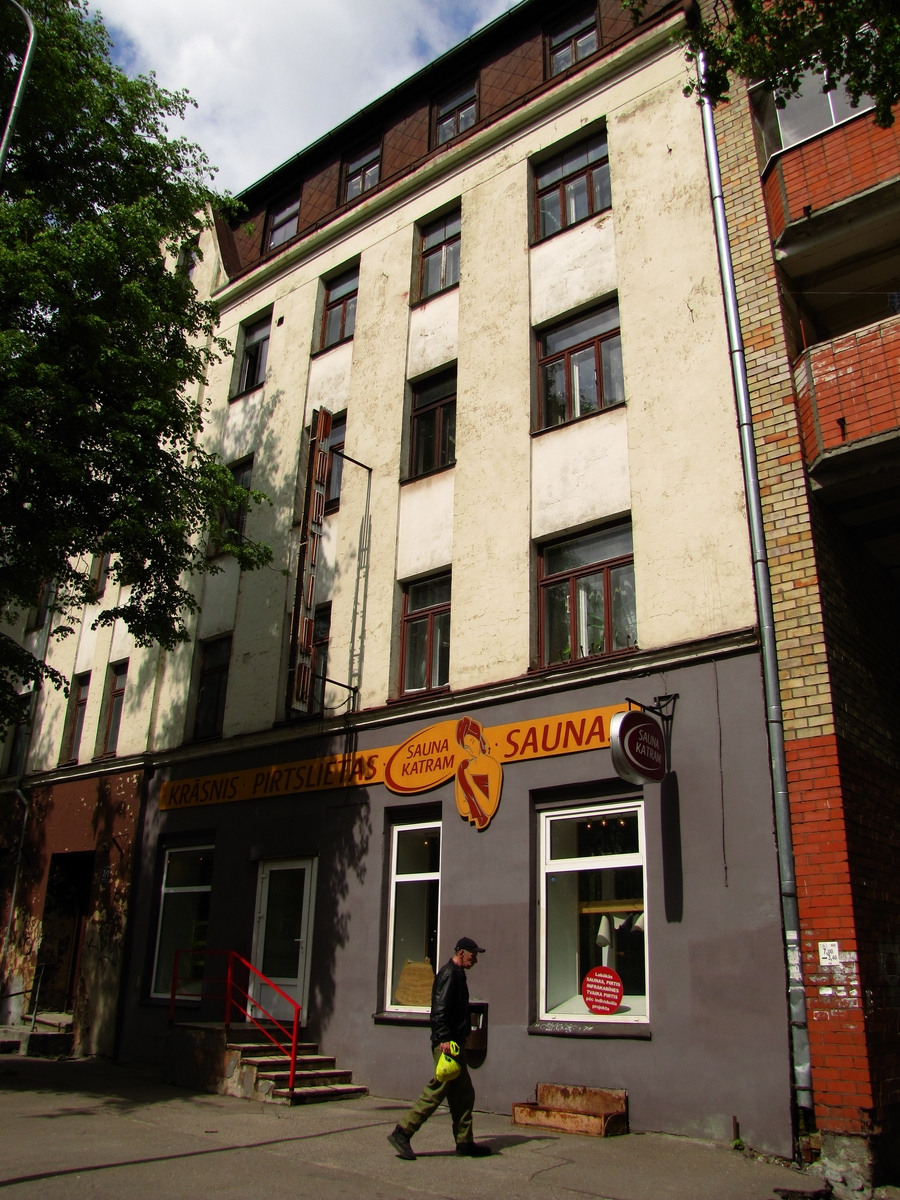
Дом № 7
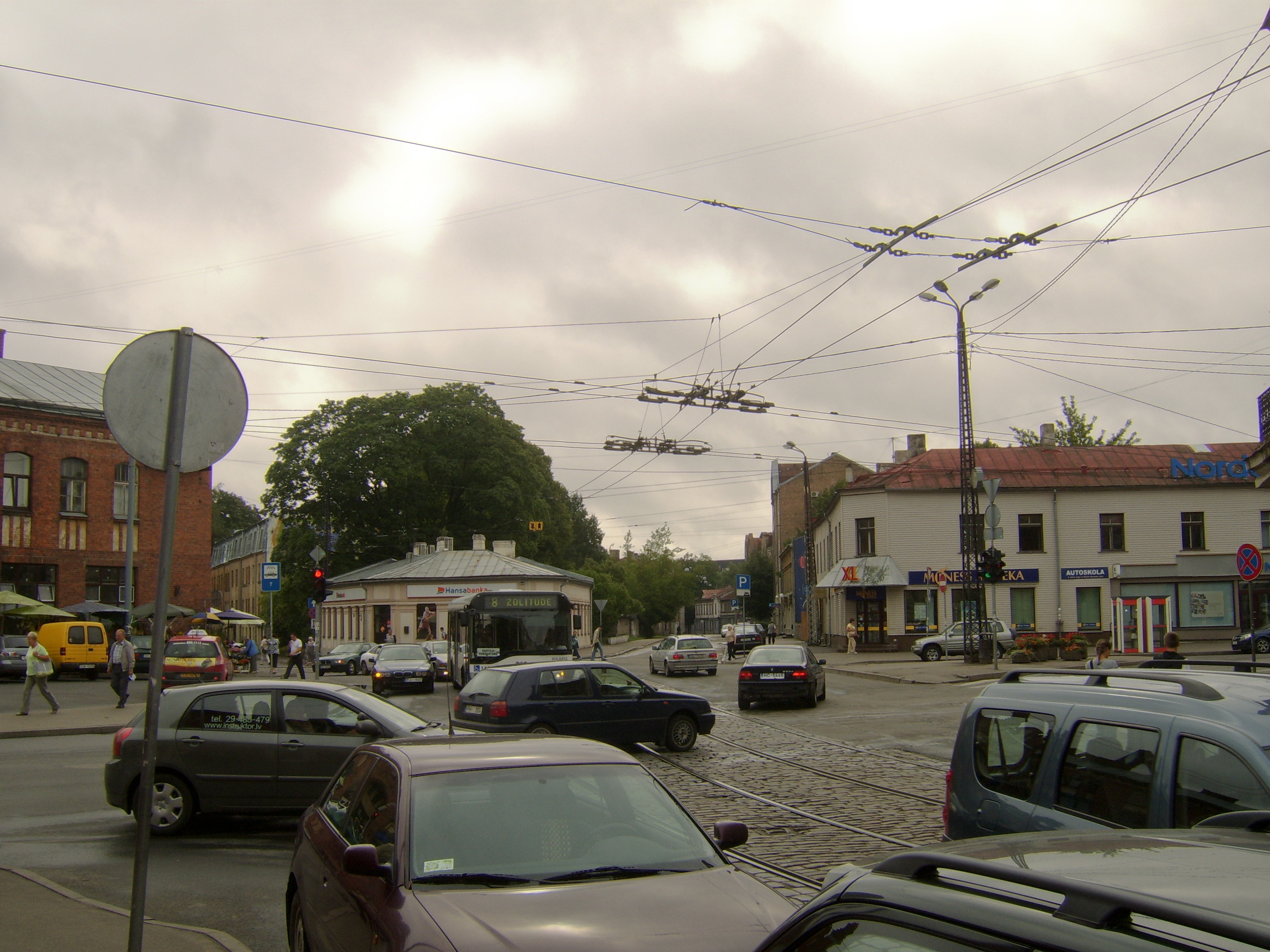
Площадь у рынка
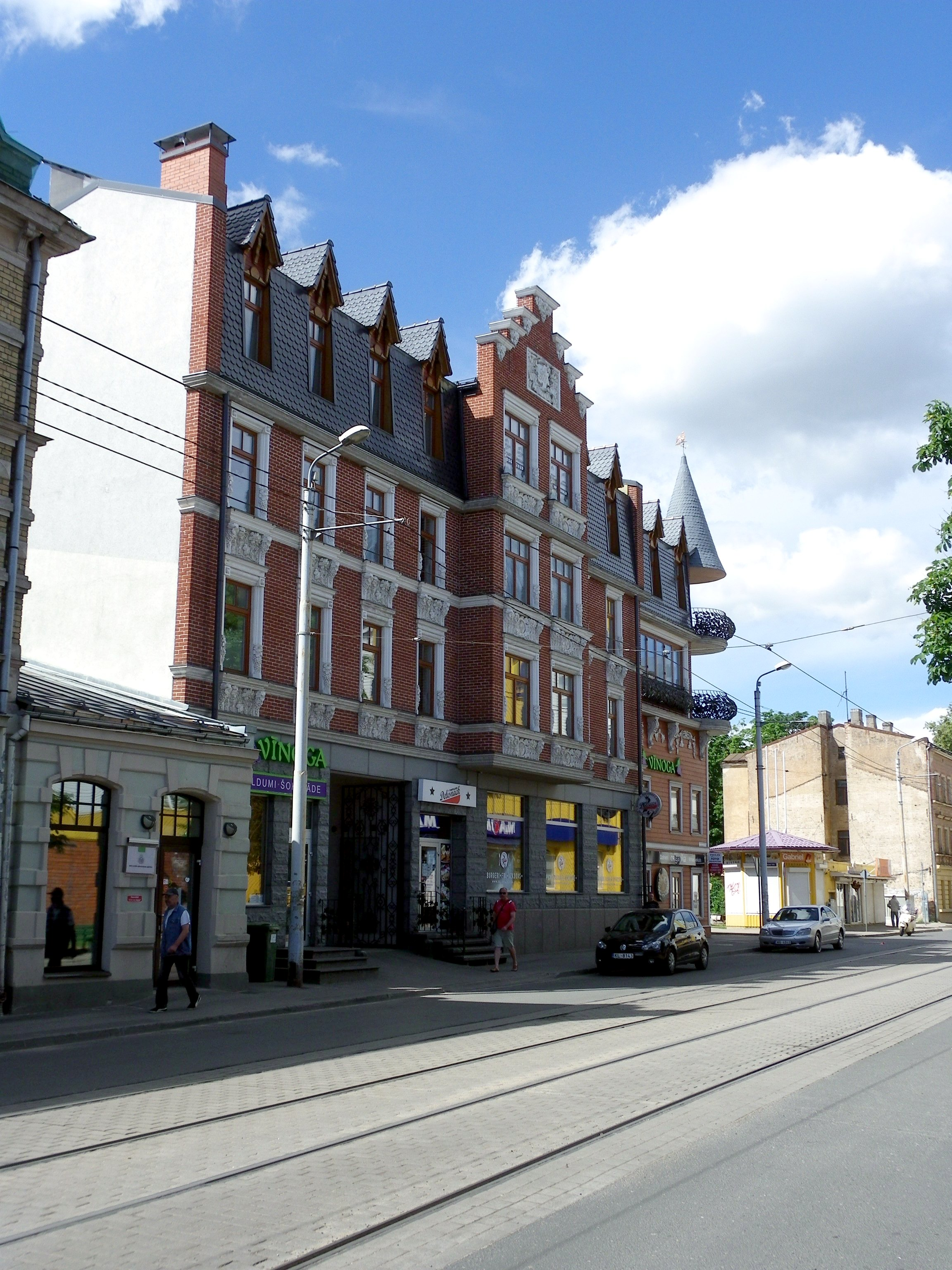
Дом № 34b
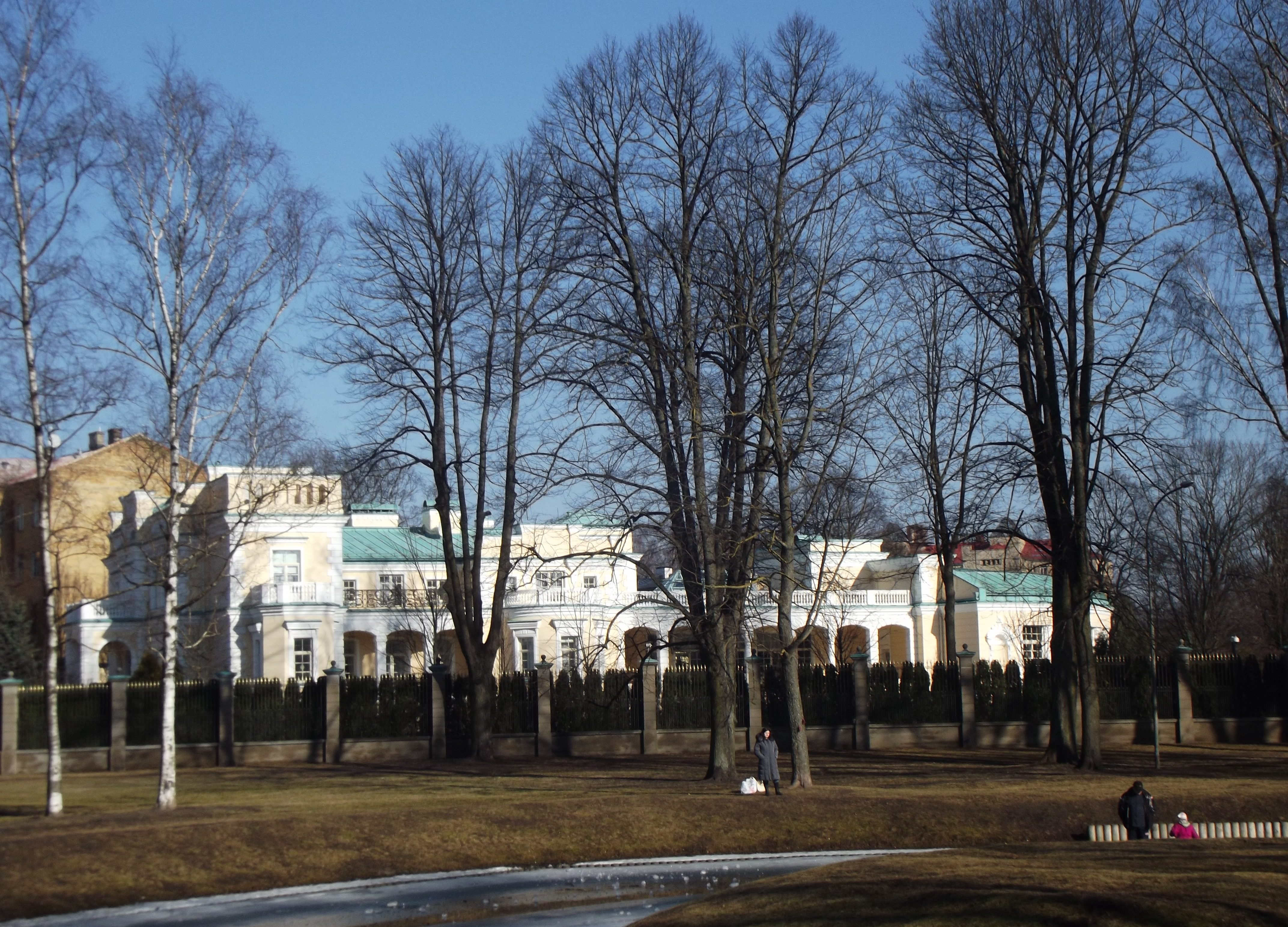
Сад Метеора и вилла Мюндель
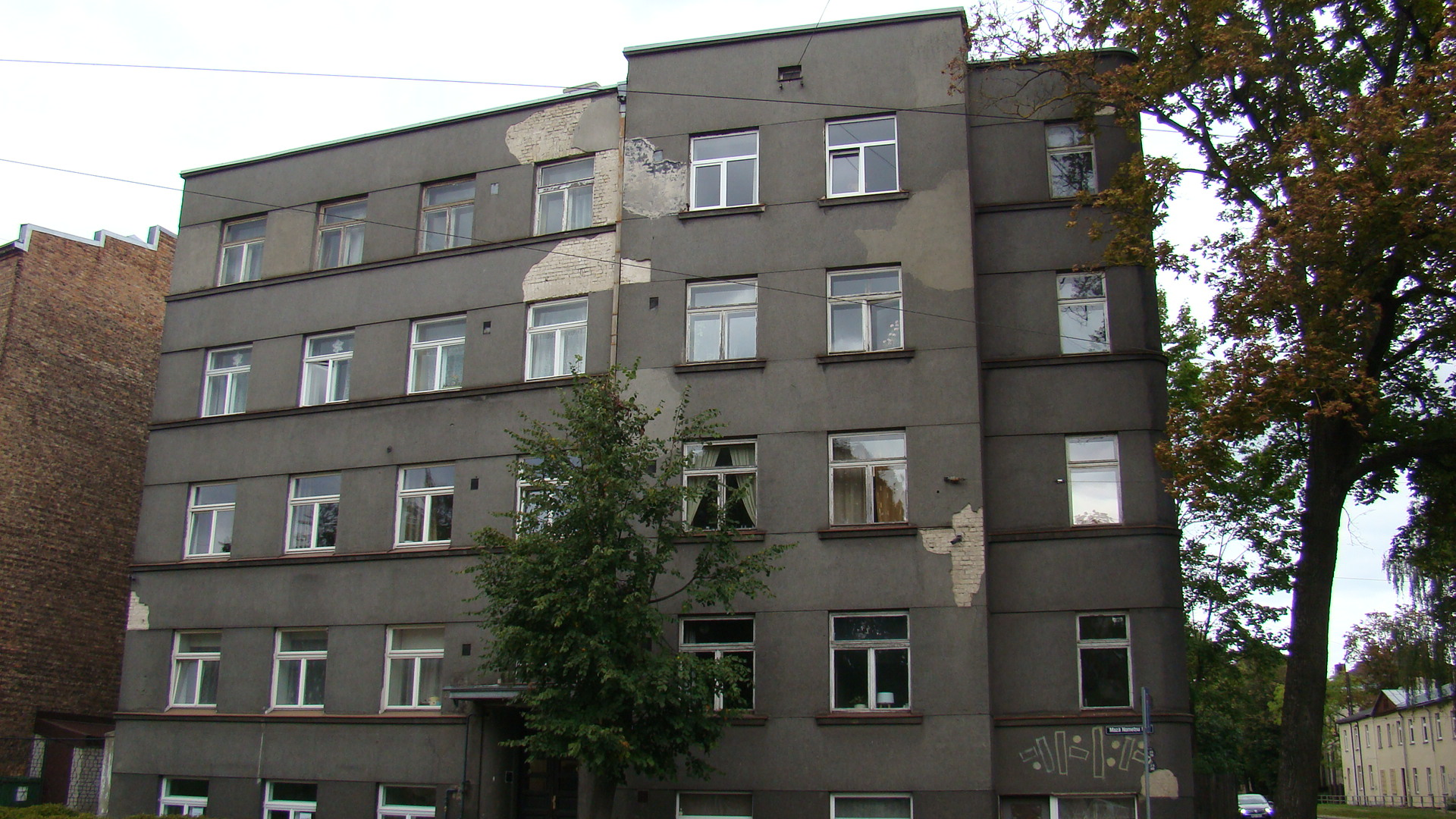
Дом № 71
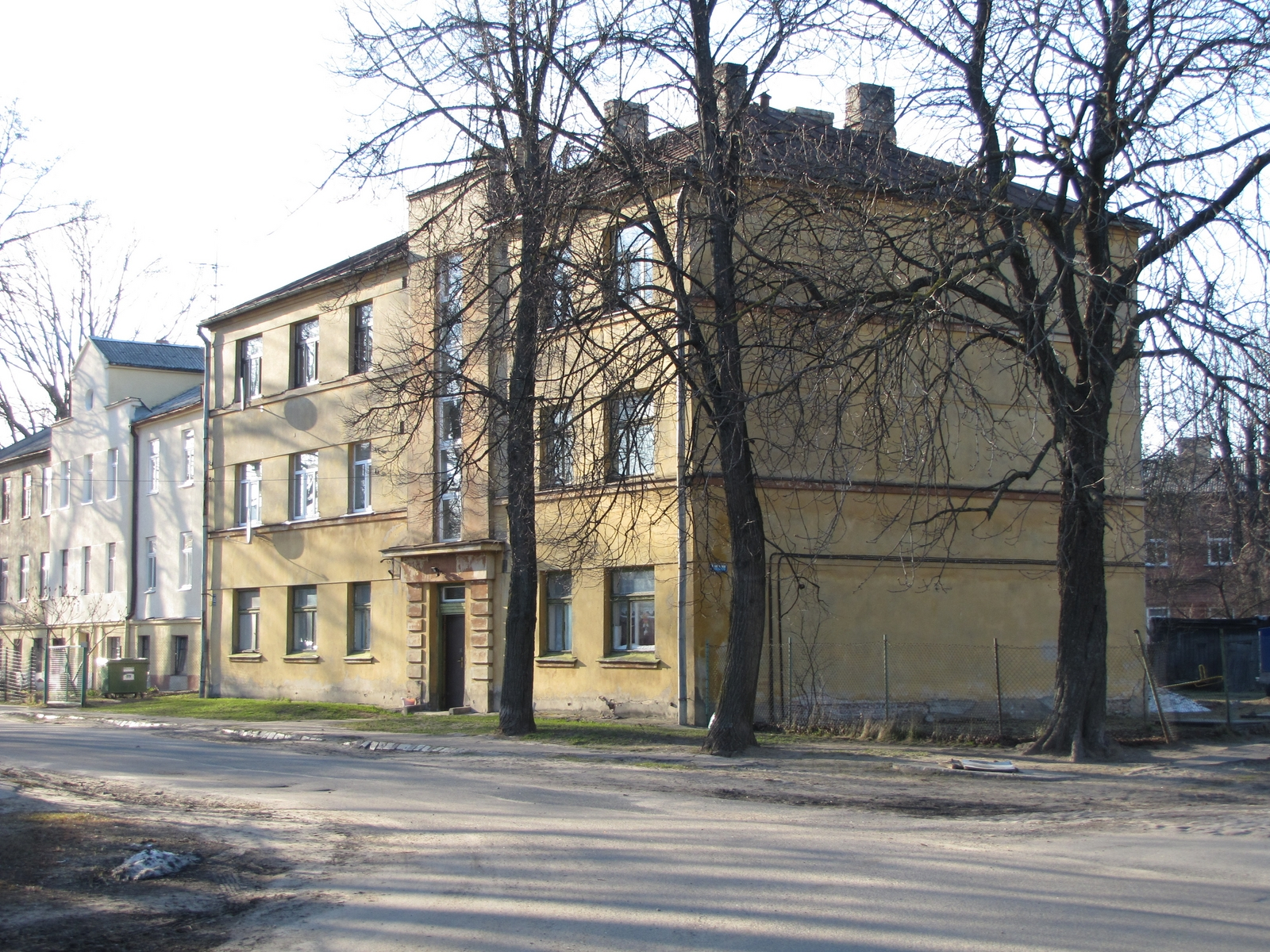
Улица в районе Плескодале

## Прилегающие улицы
Улица Маза Нометню пересекается со следующими улицами:
- улица Ояра Вациеша
- аллея Саулес
- улица Коклес
- улица Лиепаяс
- улица Эдуарда Смильгя
- улица Зеллю
- улица Бариню
- улица Нометню
- улица Марупес
- улица Пилсоню
- улица Метеора
- улица Колкасрага
- улица Мерсрага
- улица Парслас
- улица Атпутас
- улица Орманю
- улица Маргриетас
- улица Крузес
- улица Калнциема